# 耶律滌魯
耶律滌鲁（998年—1077年），字尊宁，即韩涤鲁，辽圣宗赐名耶律宗福，蓟州玉田（今河北玉田）人，辽朝政治人物。大丞相韩德让姪孙，韓德威之孙。
韩涤鲁从小养在皇宫中，被称为 “小将军”。野史路振《乘轺录》称韩德让于998年前后与萧太后生有一子楚王，而自己1008年正好出使辽朝，此子正十余岁，见过两次，相貌也与韩德让相似。蒋金玲《路振<乘轺录>所记“韩氏子”考辨》认为，韩德让无子，萧太后46岁尚能生子的可能性也不大，当时也无处于该年龄段的辽朝皇子，只可能是韩氏一族的后辈，并进而考证出路振所见的孩童当为998年出生的韩德让侄孙韩涤鲁（耶律宗福）。
辽兴宗重熙初年，历任北院宣徽使、右林牙、副点检，拜惕隐，改西北路招讨使，封漆水郡王。上书请减军籍三千二百八十人。后来因为私吞回鹘使者獭毛裘、阻卜部（鞑靼）贡物，削爵免官。旋再被起用为北院宣徽使。重熙十九年（1050年），改任乌古敌烈部详稳，后任东北路详稳，受封混同郡王。清宁初年，滌鲁出任南府宰相，改封邓王，因年老请求致仕，改封汉王。辽道宗大康年间去世，年八十岁。子韩燕五，官至南京步军都指挥使。